# NGC 3757
NGC 3757 (również PGC 35955 lub UGC 6584) – galaktyka soczewkowata (S0), znajdująca się w gwiazdozbiorze Wielkiej Niedźwiedzicy. Odkrył ją William Herschel 18 marca 1790 roku.